# Royal Rumble (2014)
Royal Rumble (2014) a fost cea de-a XXVII-a ediție a pay-per-view-ului anual Royal Rumble organizat de World Wrestling Entertainment. Evenimentul s-a desfășurat pe data de 26 ianuarie 2014 în arena Consol Energy Center din Pittsburgh, Pennsylvania.
Melodia oficială a galei a fost "We Own It (Furios & Iute)" interpretată de 2 Chainz și Wiz Khalifa.

## Rezultate
| No.                                                 | Rezultate                                                                                  | Stipulație | Timp  |
| --------------------------------------------------- | ------------------------------------------------------------------------------------------ | --- | ----- |
| Dark match                                          | The New Age Outlaws (cu Road Dogg și Billy Gunn) i-au învins pe Cody Rhodes și Goldust (c) | Meci pe echipe | 7:26  |
| 1                                                   | Bray Wyatt l-a învins pe Daniel Bryan                                                      | Meci simplu | 22:11 |
| 2                                                   | Brock Lesnar (cu Paul Heyman) l-au învins pe Big Show                                      | Meci simplu | 1:54  |
| 3                                                   | Randy Orton (c) l-a învins pe John Cena                                                    | Meci simplu pentru WWE World Heavyweight Championship Câștigătorul va fi declarat numai fie prin numărătoare sau cedare | 20:54 |
| 4                                                   | Batista a câștigat eliminându-l pe Roman Reigns                                            | 2014 - Meci Royal Rumble                                                                                                | 56:18 |
| (c) – înseamnă campionii care-și pun titlul în meci |                                                                                            | |       |

## Royal Rumble: intrări în meci și eliminări
| Nr. | Concurent                | Ordinea eliminări | Eliminat prin                     | Timp  | Eliminări |
| --- | ------------------------ | ----------------- | --------------------------------- | ----- | --------- |
| 1   | CM Punk                  | 27                | Kane*                             | 49:11 | 3         |
| 2   | Seth Rollins             | 25                | Reigns                            | 48:31 | 3         |
| 3   | Damien Sandow            | 1                 | Punk                              | 02:08 | 0         |
| 4   | Cody Rhodes              | 11                | Goldust                           | 20:50 | 1         |
| 5   | Kane                     | 2                 | Punk                              | 00:56 | 1*        |
| 6   | Alexander Rusev          | 3                 | Kingston, Punk, Rhodes, & Rollins | 06:42 | 0         |
| 7   | Jack Swagger             | 6                 | Nash                              | 12:07 | 0         |
| 8   | Kofi Kingston            | 7                 | Reigns                            | 12:32 | 1         |
| 9   | Jimmy Uso                | 5                 | Ambrose                           | 07:46 | 0         |
| 10  | Goldust                  | 12                | Reigns                            | 11:50 | 1         |
| 11  | Dean Ambrose             | 26                | Reigns                            | 33:46 | 3         |
| 12  | Dolph Ziggler            | 8                 | Reigns                            | 05:59 | 0         |
| 13  | R-Truth                  | 4                 | Ambrose                           | 00:28 | 0         |
| 14  | Kevin Nash               | 9                 | Reigns                            | 02:29 | 1         |
| 15  | Roman Reigns             | 29                | Batista                           | 33:41 | 12        |
| 16  | The Great Khali          | 10                | Reigns, Ambrose & Rollins         | 00:24 | 0         |
| 17  | Sheamus                  | 28                | Reigns                            | 28:11 | 1         |
| 18  | The Miz                  | 16                | Harper                            | 12:01 | 0         |
| 19  | Fandango                 | 13                | Torito                            | 02:45 | 0         |
| 20  | El Torito                | 14                | Reigns                            | 01:26 | 1         |
| 21  | Antonio Cesaro           | 24                | Reigns                            | 16:57 | 0         |
| 22  | Luke Harper              | 23                | Reigns                            | 15:02 | 2         |
| 23  | Jey Uso                  | 17                | Harper                            | 04:21 | 0         |
| 24  | John "Bradshaw" Layfield | 15                | Reigns                            | 00:21 | 0         |
| 25  | Erick Rowan              | 18                | Batista                           | 04:47 | 0         |
| 26  | Ryback                   | 19                | Batista                           | 03:49 | 0         |
| 27  | Alberto Del Rio          | 20                | Batista                           | 02:47 | 0         |
| 28  | Batista                  | -                 | Câștigător                        | 12:52 | 4         |
| 29  | Big E Langston           | 21                | Sheamus                           | 02:41 | 0         |
| 30  | Rey Mysterio             | 22                | Rollins                           | 02:00 | 0         |

(*) - Kane a fost eliminat deja, atunci când sa întors pentru a-l elimina pe Punk mai târziu în meci.